# マーロ基数
数学において、マーロ基数（マーロきすう）は巨大基数の一種。
マーロ基数は
Paul Mahlo (1911, 1912, 1913)によって提唱された。他の巨大基数と同様に、どのマーロ基数も、その存在をZFCの下では証明できない(ZFC が無矛盾である限り)。
基数 κ が マーロ基数であるとは κ が到達不能で、集合 U = {λ < κ: λ は到達不能} が κ 内で定常集合であることをいう。
基数 κ が弱マーロ基数であるとは κ が弱到達不能で κ 未満の弱到達不能基数の集合が κ の中で定常であることをいう。

## マーロ基数であるための極小な条件
- κ が極限 順序数 で、κ 未満の正則順序数の集合が κ 内で定常ならば κ は弱マーロ基数である。

これを証明する時の主な難しさは κ が正則であることを示すことである。
正則でないと仮定して、以下のような μ を与えるclub集合を構成する:
μ = cf(μ) < cf(κ) < μ < κ となり、これは矛盾である。
κ が正則でなかったとする。すなわち cf(κ) < κ である。
狭義増加列で、cf(κ)+1 から始まって κ を極限としてもつ、continuous な cf(κ)-列を選ぶことが出来る。
その列の極限の集まりは κ 内でclubになる。そしてその極限の中に正則な μ が存在する。
μ は cf(κ)-列の initial subsequence の極限である。
なので、その共終数は κ のそれより小さく、同時に大きくもあることになり、これは矛盾である。
κ は正則でなければならない。(注意:この議論はcf(κ)=ωの場合に適用できない)
要求される性質を持つ定常集合は {\displaystyle \aleph _{0}} 以下では存在しない。
それは {2,3,4,...} が ω 内でclubであるが正則順序数を要素に持たないからである。
κ は非可算でなければならない。
そして、正則基数の正則な極限であるから弱到達不能である。
κ 以下の非可算極限基数の集合は定常集合が弱到達不能基数からなることを示すためのclub集合として使われることがある。
- κ が弱マーロかつ強極限なら κ はマーロ基数である。

κ が弱到達不能で強極限なら強到達不能である。
これから、κ 以下の非可算強極限基数の集合が κ 内でclubであることを示す。
μ0 をその閾値と ω1 より大きいものとしよう。
有限順序数 n に対して、μn+1 = 2μn とする。
これは κ が強極限基数だから κ 未満である。
正則性により、これらの極限は κ 未満の強極限基数である。
非可算強極限基数の極限は非可算強極限基数である。
だから、それらの集合は κ 内でclubである。
そのclub集合と κ 未満の弱到達不能基数の定常集合の共通部分はκ 未満の強到達不能基数による定常集合である。

## 例: マーロ基数はhyper-到達不能であることの証明
κ がマーロ基数であるとする。α ≤ κなる α に対して、α 上の超限帰納法によって、κ が α-到達不能であることを示す。 κ がマーロ基数であるので、κ は到達不能である。同じことだが、0-到達不能でもある。
κ が α-到達不能なので、全ての β < α に対して β-到達不能基数があって、κに近づく。
ある値より大きいが κ より小さいβ-到達不能基数の simultaneous limits の集合を考える。
これは κ 内で非有界である(β < α なる β に対する β-到達不能基数 より大きい基数のω回の選択を考えると、正則性により κ より小さい極限を得る(α ≥ κ であれば矛盾する))。
これは閉でもあるので κ の中でclubである。
だから、κ のマーロ性により、これは到達不能基数を含む。
この到達不能性は実は α-到達不能性であり、κ は α+1-到達不能である。
λ ≤ κ が極限順序数で κ が全ての α < λ に対して α-到達不能であるなら、全ての β < λ はある α < λ に対してそれより小さい。
この場合は自明である。特に、κ は κ-到達不能ですなわちhyper-到達不能である。
κ が hyper-到達不能基数の極限であり1-hyper-到達不能であることを示すために、全ての α < μ に対して α-到達不能となるような基数 μ < κ 達の対角線集合が κ 内でclubであることを示す。
0-到達不能基数を閾値より上のものとして選んでそれを α0 と呼ぶ。
そして α0-到達不能基数を選んで α1 と呼ぶ。
これの繰り返しによって、不動点に到達するまで極限の極限を取り続ける。不動点を μ とする。
このとき、μ は要求された性質を満たす(全ての α < μ に対するα-到達不能基数のsimultaneous limitである)。
そして、これは正則性により κ より小さい。
このような基数達の極限も同様に同じ性質を満たす。だからその集合は κ 内でclubである。
κ のマーロ性により、この集合の中に hyper-到達不能基数が存在する。
だから、κ は1-hyper-到達不能である。
この同じclub集合 と κ 未満の定常集合の共通部分はκ 未満のhyper-到達不能基数の定常集合である。
κ が α-hyper-到達不能であることの証明の残りは、それが α-到達不能であることの証明を模倣すればよい。
だから κ は hyper-hyper-到達不能, etc..になる。

## 他のマーロ性
順序数 α に対して基数 κ が α-マーロ基数であるとは、κ がマーロ基数でかつ、全ての順序数 β<α に対して κ 以下の β-マーロ基数の集合が κ 内で定常であること。
"hyper-マーロ", "α-hyper-マーロ", "弱-α-マーロ", "弱-hyper-マーロ", "弱-α-hyper-マーロ", 等も、到達不能基数に対してしたのと同様の方法で定義が可能である.
基数 κ がgreatlyマーロとかκ+-マーロというのは、それが到達不能でnormal(すなわち、非自明かつ対角線共通部分の下で閉じている)な κ の冪集合上の κ-完備フィルターで、マーロ演算の下で閉じているものがあること。
ここでマーロ演算とは順序数の集合 S から {α{\displaystyle \in }S: α は非可算な共終数を持ち S∩α は α 内で定常} への写像である。
到達不能, マーロ, 弱マーロ, α-マーロ, greatlyマーロ, などであるといった性質は宇宙を内部モデルに置き換えるときには保存される。